# Філіппов Віталій Кирилович
Філіппов Віталій Кирилович — радянський і український кінооператор, оператор-постановник.

## З життєпису
Народився 11 травня 1947 р. Закінчив операторський факультет Київського державного інституту театрального мистецтва ім. І. Карпенка-Карого (1972).
З 1974 р. — оператор «Київнаукфільму».
Зняв кінострічки:
- «АСУ в нафтопереробці» (1975. Диплом Міжнародного кінофестивалю в Бургасі, 1976), «Властивості малярних матеріалів» (1976. Диплом VI Всеосюзного кінофестивалю навчальних фільмів, Кишинів, 1976), «Лобо» (1978, у співавт. з А. Виноградовим. Диплом Всесоюзного фестивалю телефільмів, Єреван, 1979), «Ентомофаги у боротьбі з шкідниками рослин» (1980, Диплом Всесоюзного кінофестивалю сільськогосподарських фільмів, Кишинів, 1980), «Загибель гігантів» (1980), «Закон єдності та боротьба протилежностей» (1982), «Ключ до тунгузької таємниці» (1982), «Бродяги Півночі» (1983, у співавт. з А. Виноградовим), «Димка» (1985, т/ф), «Портрет без рами» (1986), «Гірка нота полині» (1986) та ін.

Автор сценарію і режисер стрічки «ФІЛЬМ 40. НА ЧАТАХ» з циклу українських документальних фільмів «Невідома Україна. Нариси нашої історії» (1993).
Член Національної спілки кінематографістів України.